# Чабаев, Лёма Тепсуркаевич
Лёма Тепсурка́евич Чаба́ев (2 февраля 1957 года, Темиртау, Казахская ССР, СССР) — известный чеченский журналист и политический деятель, в прошлом — собственный корреспондент российского «Первого канала» в Чечне (1998—2004), редактор газеты «Маршо».

## Биография
Родился 2 февраля 1957 года в городе Темиртау Казахской ССР, в депортированной чеченской семье.

### Карьера
В 1975 году окончил Грозненский кооперативный техникум. В начале 1990-х годов и во время первой чеченской войны был вице-мэром города Аргун. До 1991 года работал в Сунженской и Шалинской районных газетах.
Член руководства Вайнахской демократической партии, во время массовых выступлений в столице Чечни Грозном в августе-сентябре 1991 года возглавлял пресс-центр исполнительного комитета Общенационального конгресса чеченского народа. В октябре 1991 года избран депутатом парламента Чечни, с начала 1992 года — руководитель пресс-службы парламента Чечни. Был сторонником вооружённого сопротивления.
В 1992 году окончил Ростовский государственный университет, факультет журналистики, после этого стал директором государственной телерадиокомпании. Являлся председателем Госкомитета по телевидению и радиовещания.
В 1998—2004 годах работал собственным корреспондентом ОРТ (позже — «Первого канала») по Северному Кавказу. В 1998 году четверо сотрудников британской фирмы Granger Telecom были убиты, после чего им срезали головы. Первым на камеру их снял Лёма Чабаев, который в то утро ехал в Назрань и случайно наткнулся на эту страшную находку. «Кому эти головы только не пришивали», — заявлял потом Чабаев. Одно время писал для интернет-портала Грани.ру.
Уехал из Чечни в 1999 году. Проживал в Моздоке, затем в Ставропольском крае. В настоящее время проживает в Праге, Чехия. Сотрудник северокавказского отделения «Радио Свобода».

## Взгляды
17 марта 2005 года Лёма Чабаев в интервью на радио «Кавказ. Реалии» заявил:

«В начале 90-х, первой войны, я был вице-мэром города Аргун. В городе тогда действовали подразделения ряда республиканских партий. Абдул-Халим Сайдулаев, тогда ему было лет 25, не состоял ни в одной из этих партий и ячеек и вовсе, кажется, не увлекался политикой. Тем не менее, молодёжь города хорошо знала этого парня. Он был студентом филологического факультета Чеченского университета, серьёзно изучал ислам и толковал Коран.

В первую войну Абдул-Халим входил в аргунскую группу сопротивления, участвовал в противодействии продвижению федеральных войск, а впоследствии воевал в горах. В политические и властные структуры Сайдулаев не входил ни после первой войны, ни позже, когда начиналась нынешняя война».— Лёма Чабаев
Выступал за передачу тела убитого в марте 2005 года Аслана Масхадова его родственникам для захоронения. Спустя 20 лет после начала войны в Чечне Лёма Чабаев поделился своим мнением относительно текущей ситуации в регионе. Он считает, что в Чечне отсутствует свобода слова, а улучшение условий жизни народа называет «золотой цепочкой» на шее народа.

«Дух чеченского народа не сломлен. Мечта о свободе жива».— Лёма Чабаев
Поддерживает украинский Евромайдан:

«И сегодня в нелёгкий для Украины час мы, чеченцы, с ней всей душой и добрыми пожеланиями. А если будет надо, то станем рядом с ратниками за честь Украины и отстоим право её граждан на достойную жизнь у нечисти. Мира вам, братья украинские, и Свободы!».— Лёма Чабаев
Лёма Чабаев негативно отзывается об участии чеченцев-«кадыровцев» на российской стороне в войне на Донбассе:

«Это огромный позор! И если они там есть такие, то не может быть, чтобы нас [речь о батальоне имени Джохара Дудаева] там не было в противовес. Общее у нас с ними только то, что эти люди знают чеченские слова, фразы, немного язык. Никаких других общих знаков у нас с ними нет».— Лёма Чабаев
Журналист считает, что «ввязываться в украинскую войну любому чеченцу — это большая несправедливость, тем более, отправляться туда от имени Кремля».